# قسم برخوار المركزي الريفي (مقاطعة برخوار)
قسم برخوار المرکزي الريفي (بالفارسية: دهستان برخوار مرکزی) هي منطقة سكنية تقع في إيران في قسم. يقدر عدد سكانها بـ 3,549 نسمة .